# 소래초등학교
소래초등학교는 대한민국 경기도 시흥시 신천동에 있는 공립 초등학교이다.

## 학교 연혁
- 1920년 7월 4일 부천군 소래공립보통학교 개교
- 1938년 4월 1일 소래공립심상소학교로 개칭[1]
- 1941년 4월 1일 소래공립국민학교로 개칭[2]
- 1968년 10월 20일 강당 신축 준공
- 1973년 7월 1일 시흥군으로 편입[3]
- 1989년 9월 1일 신일국민학교(32학급) 분리 이관
- 1990년 9월 1일 대야국민학교(24학급) 분리 이관
- 1994년 12월 20일 테니스장 설치
- 1996년 3월 1일 소래초등학교로 개칭[4]
- 2000년 3월 1일 신천초등학교(13학급) 분리 이관
- 2002년 5월 20일 학교 공원화 및 꿈동산 사업 실시
- 2003년 3월 1일 도원초등학교(14학급) 분리 이관
- 2003년 9월 10일 늘푸른 동산 조성
- 2019년 12월 20일 제97회 졸업식(71명, 총 18299명)
- 2020년 9월 1일 일반 18학급, 특수 2학급, 유치원 1학급 편성
- 2020년 9월 1일 제23대 서영순 교장 취임

## 참고 자료
- 소래초등학교 - 한국교육학술정보원 학교알리미